# Torquato Mendes Viana
Torquato Mendes Viana foi um político brasileiro.
Foi presidente das províncias do Ceará, de 26 de dezembro de 1881 a 22 de março de 1882, e do Piauí, de 6 de setembro a 18 de outubro de 1883.